# Estação Longueuil–Université-de-Sherbrooke
A Estação Longueuil–Université-de-Sherbrooke é uma das estações do Metrô de Montreal, situada em Longueuil, ao lado da Estação Jean-Drapeau. É uma das estações terminais da Linha Amarela.
Foi inaugurada em 28 de abril de 1967. Localiza-se na Praça Charles-Lemoyne. Atende o distrito de Le Vieux-Longueuil.